# Диоцез
Диоцез (на гръцки: dioikesis и на латински: dioecesis) е термин от древногръцки произход, с който за първи път в Римската империя се означават териториални единици, субект на административна подялба. За първи път терминът е цитиран от Цицерон през I век пр.н.е. за обозначаване на данъчна повинност на Апамея Киботос и други райони. Прилагането му познава три исторически етапа:
- През епохата на принципата римският диоцез е градски окръг или част от по-голямата териториална единица провинция.
- През III век е проведена административно-териториална реформа на император Диоклециан. Империята е разделена на четири преториански префектури, действащи като доминиони или вицекралства, Те са управлявани от преториански префект (на латински: praefectus praetorio) или пряко от съимператорите на Тетрархията – двама августи и двама цезари. Префектурите са разделени на общо 12 региона, наречени диоцези и управлявани от викарий на епархия, пряко подчинен на съответния префект. Всеки диоцез се подразделя на провинции, които вече са по-нисша териториална единица, следвана единствено от муницпиите и полисите.

- С приемането на християнството за официална религия от император Константин през 313 започва официална християнизация на Римската империя. Диоцезът се превръща в църковна териториална единица под управлението на епископ, като предишната му форма цивилен диоцез остава само с историческа стойност.[1] В някои източноевропейски преводи терминът се превежда като епархия, като от съвременна гледна точка този превод е коректен само когато се има предвид точно църковния диоцез.

По време на описания първи етап днешните български земи са включени в провинция Мизия. След Диоклециановта реформа те попадат в диоцез Мизия на Префектура Илирик. След падането на Първото Българско царство под византийска власт през 1018 г. те са присъединени към Охридска архиепископия, която започва да се титулува Архиепископия Охридска на Първа Юстиниана и на цяла България.